# جداسازی گرانشی

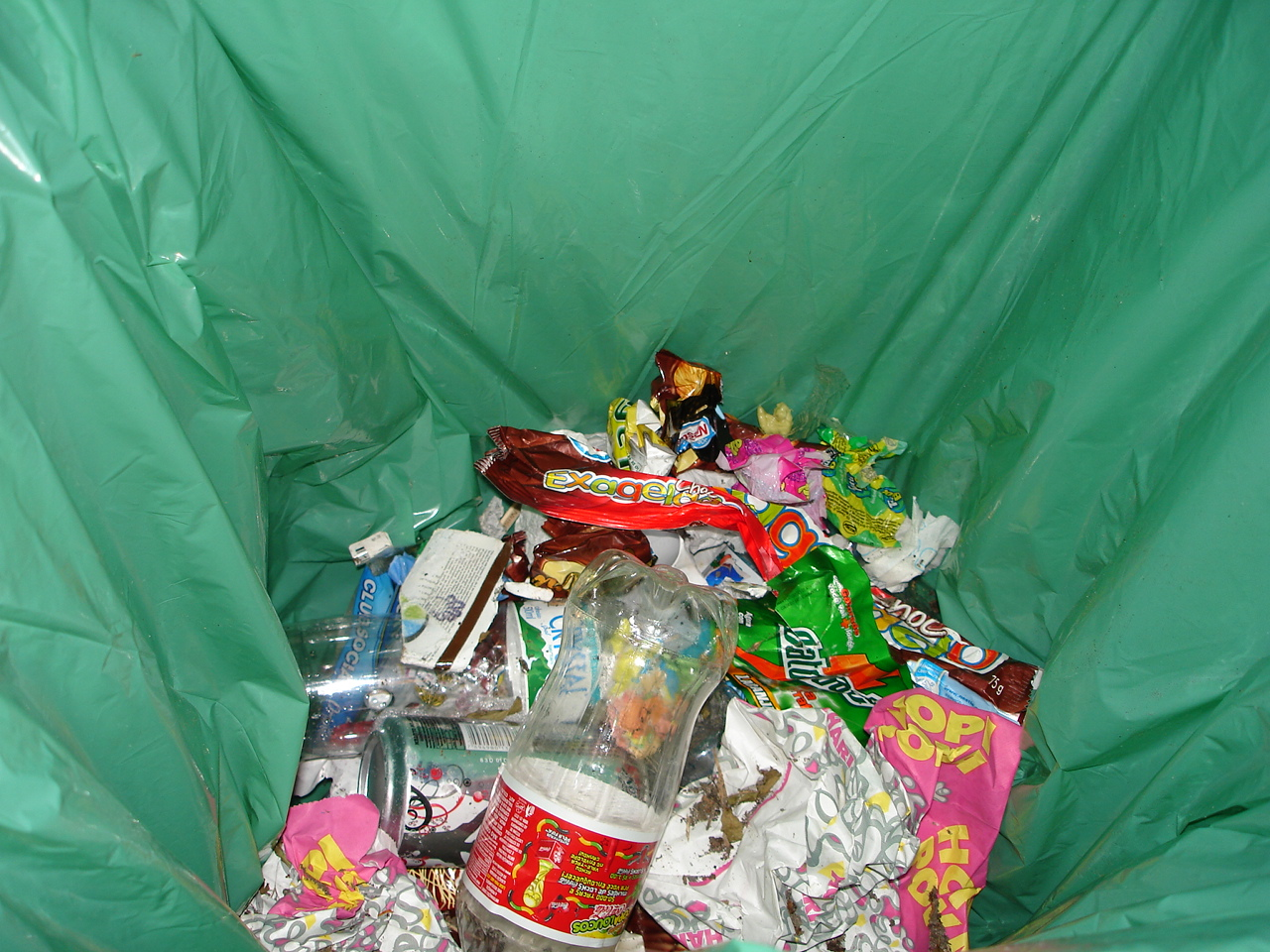
جداسازی گرانشی

جداسازی گرانشی(به انگلیسی: Gravity separation) روشی صنعتی برای جداسازی اجزا مخلوط‌ها و به خصوص سوسپانسیون ها است.اساس جداسازی در این روش استفاده از نیروی گرانش و تفاوت در وزن مخصوص اجزا تشکیل دهنده است.